# Estragol
Estragol ist ein Phenylpropanoid und ein Isomer von Anethol. 

## Vorkommen

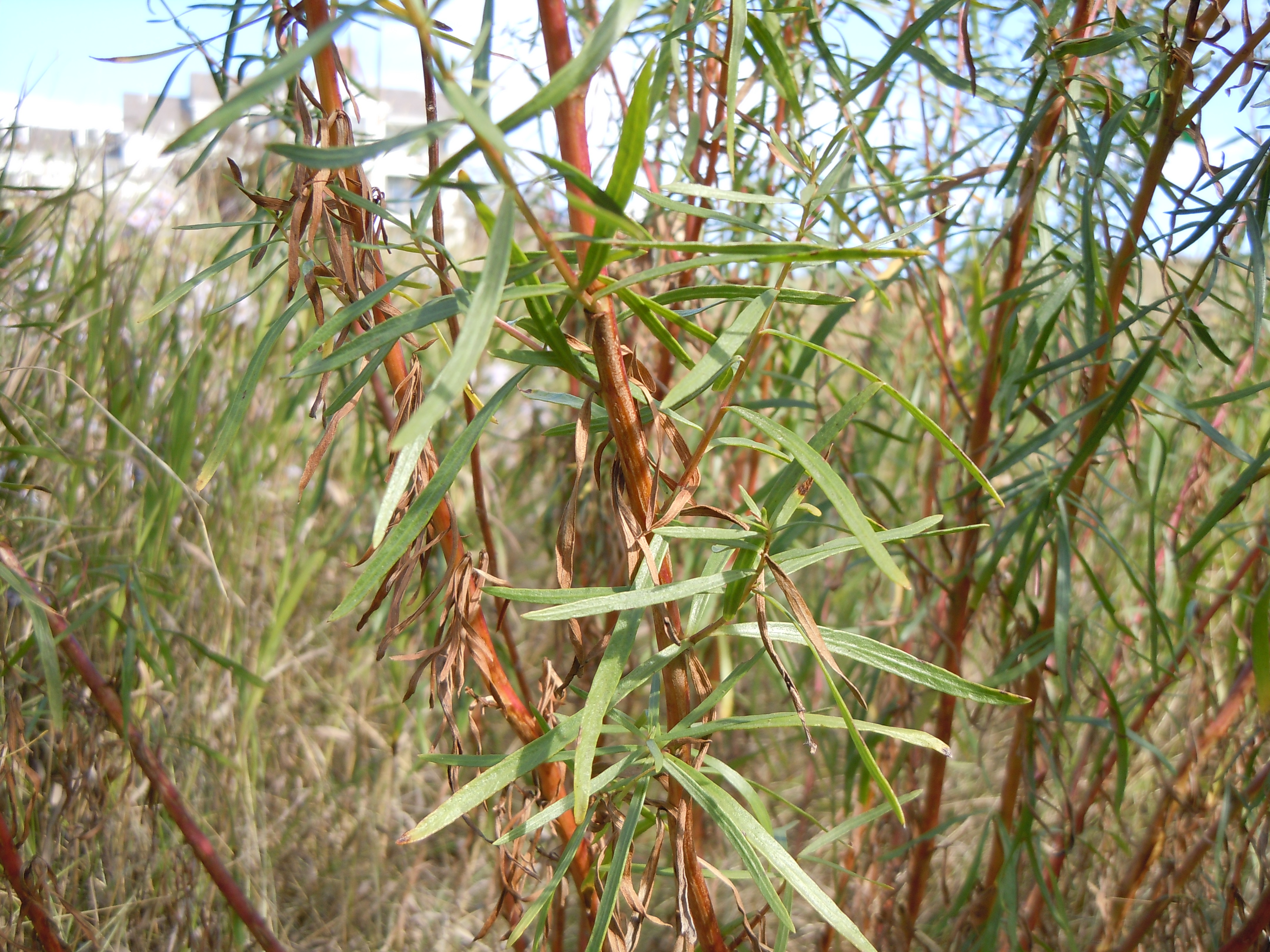
Estragol kommt in Estragon vor

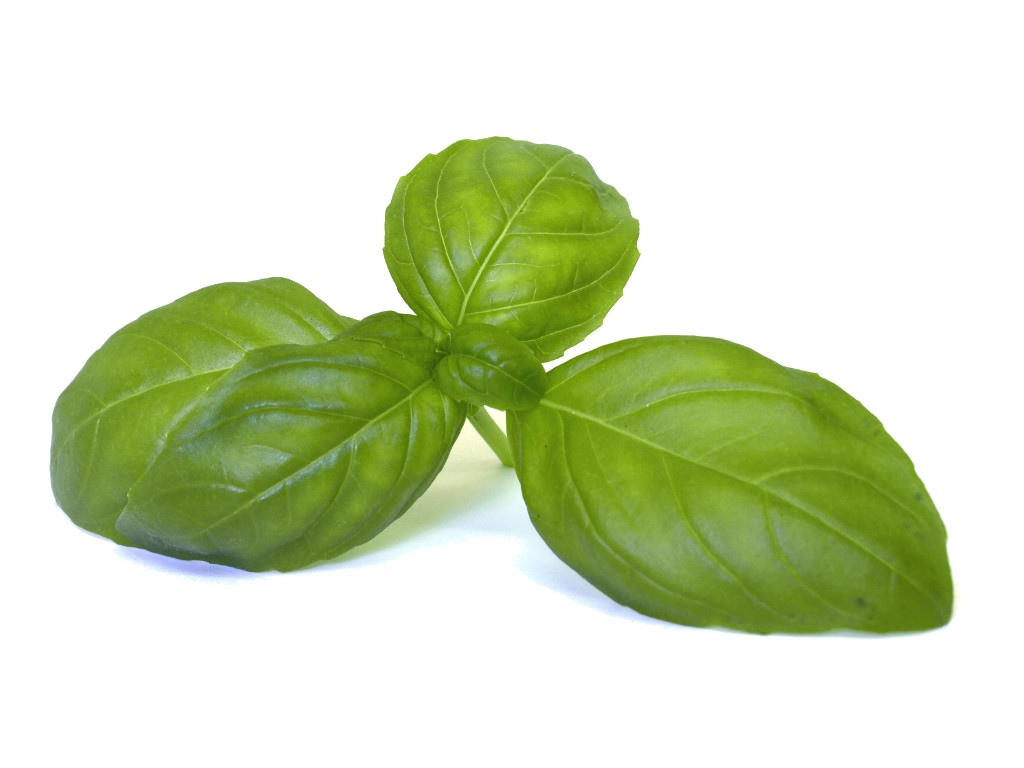
Estragol kommt in Basilikum vor

Estragol ist ein aromatischer Bestandteil ätherischer Öle, die aus Estragon (60–75 % Estragol), Kerbel (60 % Estragol), Basilikum (23–88 % Estragol), Anis, Anis-Duftnessel, Koreaminze, Sternanis, Bay, Avocado, Fenchel, Piment, Muskatnuss, Pinie, Waldkiefern oder Terpentin gewonnen werden.

## Eigenschaften
Estragol ist eine viskose, farblose Flüssigkeit von anisartigem Geruch, die unter Normaldruck bei 216 °C siedet. Die Dampfdruckfunktion ergibt sich nach Antoine entsprechend log10(P) = A−(B/(T+C)) (P in bar, T in K) mit A = 5,03793, B = 2246,739 und C = −41.799 im Temperaturbereich von 326 K bis 488 K. Die Verbindung löst sich nur geringfügig (0,178 g/l) in Wasser.

## Verwendung
Der Stoff wird in Parfüms, Likören und Lebensmitteln als Duftstoff bzw. Aroma verwendet.
Die europäische Verordnung (EG) Nr. 1334/2008 (Aromenverordnung) (Anhang III, Teil A) regelt die Verwendung von Estragol in Aromen und Lebensmitteln. Als Reinsubstanz darf Estragol Aromen und Lebensmitteln nicht zugesetzt werden – sofern aber dieser Stoff über natürliche Quellen wie Estragonöl oder Basilikumöl Eingang in Aromen und Lebensmitteln findet, sind für die wichtigsten Lebensmittel, die häufig diese Extrakte zur Geschmacksgebung enthalten, Höchstmengen zu beachten. Diese betragen 50 mg pro kg verzehrfertiges Lebensmittel für Milcherzeugnisse, verarbeitetes Obst und Gemüse (inklusive Pilze, Wurzelgemüse, Knollen, Hülsenfrüchte, Leguminosen), verarbeitete Nüsse und Samen und für Fischerzeugnisse und 10 mg pro kg für alkoholfreie Getränke.

## Gesundheitsrisiken
Da die Substanz vielfach in Teeaufgüssen festgestellt wurde und in Tierstudien krebserzeugend wirkt, hat das Bundesinstitut für Risikobewertung auf die Dringlichkeit hingewiesen, dass in derartigen Teeerzeugnissen Estragol nicht nachweisbar sein darf. Vor allem weil diese Getränke häufig an Säuglinge und Kleinkinder verabreicht werden, erscheint dem Institut die Absenkung des Estragol-Gehaltes dringend erforderlich.